# Washington Township (comté de Jackson, Missouri)
Pour les articles homonymes, voir Washington Township.
Washington Township est un ancien township, situé à l'ouest, du comté de Jackson, dans le Missouri, aux États-Unis,.
Le township fondé en 1836 est baptisé en référence à George Washington, 1er président des États-Unis.

### Source de la traduction
- (en) Cet article est partiellement ou en totalité issu de l’article de Wikipédia en anglais intitulé « Washington Township, Jackson County, Missouri » (voir la liste des auteurs).